# Riccardo Formica
Riccardo Formica (Trapani, 4 agosto 1896 – Milano, 28 gennaio 1975) è stato un antifascista italiano, combattente nelle Brigate Internazionali.
Nato da Guido (ufficiale dell'esercito) e Matilde Paolino Pistone, frequenta l'Accademia Navale di Livorno e Partecipa alla prima guerra mondiale con il grado di guardiamarina nella “Brigata Marina” che diverrà poi il Battaglione San Marco.

## Inizio lavoro politico e primi anni venti
Aderisce alla Gioventù Socialista nel 1919 a Trieste svolge attività politica ed organizzativa.
Nel 1921 aderisce al partito comunista italiano. Accusato di essere in contatto con elementi sovversivi, di partecipare a riunioni politiche e di fare propaganda fra i marinai viene  accusato di falsificazione di documenti. Il Tribunale Militare di Firenze lo condanna a tre mesi di carcere, alla destituzione dal grado ed all'espulsione dall'Esercito. Morandi sosterrà che le accuse erano false, costruite per il suo impegno politico. Si impiegato presso il comune di Legnano nel 1922 e diventa segretario della locale sezione comunista; è più volte aggredito e bastonato dai fascisti, collabora alla stampa clandestina dei giornali La Verità, La Recluta, La Caserma, di opuscoli e manifestini di propaganda, alla falsificazione di documenti e passaporti ed a mantenere i contatti con i gruppi clandestini che operano oltre confine. Licenziato dal comune di Legnano, per vivere si adatta a diversi mestieri: guardia notturna presso uno stabilimento tessile, manovale, muratore, impiegato di banca. Sempre licenziato per antifascismo.
Nel 1923 viene arrestato a Firenze per attività politica clandestina, condannato, fa sette mesi di carcere. Nel 1924 è arrestato a Pistoia per le stesse accuse sconta quattro mesi di carcere.
Nel 1925 la Procura Militare di Bologna lo accusa di aver fornito un falso libretto di matrimonio ad Umberto Terracini ed il Ministero degli Interni il 30 novembre apre a suo carico un fascicolo. 
Nel 1926 è arrestato il 6 maggio con altri due compagni alla stazione di Milano. Prima di essere catturato urla «Viva il comunismo». Nella valigia sequestratagli vengono rinvenute istruzioni per la compilazione di passaporti falsi. Un mese dopo viene scarcerato perché «il reato non consente il mandato di cattura».

## Gli espatri
Nel 1927 il 27 maggio è colpito da mandato di cattura per aver fornito un falso libretto di matrimonio a Terracini ed è deferito al Tribunale Speciale nel “Processone”, che vede imputati i maggiori esponenti comunisti. In quanto latitante la sua posizione viene stralciata. Per evitare il carcere si rifugia in Francia. Per incarichi di partito si sposta in Belgio e in Cecoslovacchia, in tutti e tre i paesi viene arrestato ed espulso. Sarà iscritto nella Rubrica di Frontiera e nel Bollettino delle Ricerche nel 1937. Nel corso di uno dei suoi viaggi all'estero per conto del PCd'I conosce in Svizzera Vincenzina Fonti, la cui sorella aveva sposato un noto esponente comunista, Vincenzo Gigante (Medaglia d'Oro della Resistenza).

## Il periodo sovietico
A causa dei dissensi di carattere organizzativo, nel 1928 con i responsabili esteri del PCI viene sollevato dall'incarico ed inviato nell'Unione Sovietica, dove diventa membro del Partito Comunista dell'Unione Sovietica. Frequenta la scuola leninista del Komintern.
Nel 1931 nuovo dissidi con i rappresentanti dei comunisti italiani che ne chiedono l'allontanamento. Lascia tutti gli incarichi e lavora in fabbrica a Mosca.

## La guerra di Spagna

Stella delle Brigate Internazionali

Nel mese di agosto del 1936 parte per la Francia, dove a Parigi fa propaganda presso i lavoratori italiani immigrati. Il 30  novembre raggiunge la Spagna, si iscrive al Partito Comunista Spagnolo. Alla base delle Brigate Internazionali ad Albacete viene nominato capitano e comandante del Battaglione Misto d'Istruzione. Il 23 dicembre diventa Capo di Stato Maggiore della XIV Brigata Internazionale con cui raggiunge il fronte dell'Andalusia: battaglie di Lopera – Porcuna. Il 4 gennaio del 1937 sostiene l'accusa contro il maggiore Delasalle, che si era macchiato di codardia davanti al nemico, abbandonando il suo battaglione. Promosso maggiore, raggiunge con la Brigata il fronte di Madrid e partecipa alla battaglia di Las Rozas de Madrid – Majadahonda. Il 14 febbraio è nominato comandante dei Battaglioni 21º e 24º con cui partecipa alla battaglia Jarama. Ferito alla coscia. Il 12 marzo è nominato comandante del 20º Battaglione Internazionale con cui raggiunge il fronte dell'Andalusia. L'8 aprile è  promosso tenente colonnello gli viene affidato il comando della 86ª Brigata Mixta, il 31 ottobre il comando della 63ª Divisione. Il 19 marzo del 1938 è nominato comandante della Divisione di Manovra Extremadura; fronte dell'Aragona. Combatte contro la divisione fascista XXIII marzo, il cui Tribunale Militare lo condanna a morte. Il 26 aprile per continui attacchi di malaria, lascia il comando, per curarsi. Il 30 maggio è nominato comandante dell'VIII Corpo d'armata, deve rifiutare per le cattive condizioni di salute. Va in convalescenza a Valencia, poi a Barcellona ed infine a Parigi. Il 2 settembre ritorna a Barcellona, assume il comando della 42ª Divisione. Ma l'ordine viene sospeso in quanto i volontari stranieri delle Brigate Internazionali devono lasciare la Spagna, con cui partecipa a Barcellona alla sfilata di congedo. La vicenda spagnola di Morandi si può così riassumere: dopo il breve in qualità di miliziano nelle Brigate internazionali entra nell'Esercito Popolare spagnolo, col comando di formazioni dell'esercito regolare iberico e nel particolare la 86ª Brigada Mixta e la 63ª Divisione e per ultima la Divisione di Manovra che erano unità dell'esercito regolare a tutti gli effetti.

## Il rifugio in Francia
Nel 1940 il 7 febbraio  sotto il suo comando i volontari italiani raggiungono la frontiera francese. Il 9 febbraio è internato nel campo di Saint Cyprien dove viene nominato comandante interno del Campo n. 7 che raccoglie gli interbrigatisti. Il 25 febbraio lascia il campo e trova lavoro a Lione. Non aderisce al Partito Comunista Francese.  
Ricercato dall'OVRA e dalla Gestapo nell'agosto lascia la Francia ed entra clandestinamente in Svizzera. Arrestato dalle autorità svizzere, insieme tra gli altri allo scrittore Ignazio Silone, viene processato per immigrazione clandestina e condannato a quattro mesi di carcere e all'espulsione.

## Dopo la seconda guerra mondiale
Uscito dal carcere, viene inviato al campo di lavoro per politici a Gordola, dove rimane fino alla fine dell'anno. Nel maggio del 1945 rientra a Milano e diventa membro del Comitato Direttivo della Federazione provinciale socialista. Nel 1947 abbandona il Partito Socialista Italiano e aderisce al Movimento Federalista Europeo di Altiero Spinelli di cui diventa Segretario regionale. Collabora con la Società Umanitaria.
Il 28 gennaio  1975 muore a Milano.